# Janet Horne
Janet Horne (morte probablement en 1727) est une femme écossaise accusée de sorcellerie, et la dernière personne à être exécutée légalement pour ce fait dans les Îles Britanniques.
Janet Horne et sa fille ont été arrêtées à Dornoch, dans le Sutherland et emprisonnées, à la suite d'accusations de ses voisins. Horne a montré des signes de sénilité, et sa fille avait une malformation des mains et des pieds. Les voisins ont accusé Janet Horne d'avoir utilisé sa fille comme un poney pour rejoindre le Diable. Le procès a été expéditif ; le shérif les a jugées toutes deux coupables, et condamnées au bûcher. Sa fille a réussi à s'échapper avant la sentence, mais pas sa mère ; elle a été dépouillée, enduite de goudron, attachée à un baril et traînée dans la rue, puis brûlée vive. Neuf ans après sa mort, les lois condamnant la sorcellerie sont abrogées en Écosse.
Janet (ou Jenny) Horne est un nom générique pour les sorcières dans le Nord de l'Écosse à l'époque ; de ce fait, il est difficile de déterminer quel est le véritable nom de cette femme. Les auteurs contemporains l'ont nommée Janet Horne, ou parce que son vrai nom était inconnu, ou parce qu'ils ne savaient pas qu'il s'agissait d'un nom générique. Certaines sources donnent le mois de juin 1722 comme date d’exécution.

## Héritage
Elle est le sujet de la pièce The Last Witch  écrite par Rona Munro en 2009, et dont la première s'est tenue au Festival international d'Édimbourg.
Ces événements sont aussi le sujet de la chanson Am I Evil?, du groupe de heavy metal Diamond Head.

## références
- (en) Cet article est partiellement ou en totalité issu de l’article de Wikipédia en anglais intitulé « Janet Horne » (voir la liste des auteurs).

1. ↑  Certaines sources indiquent un décès en 1722.
2. ↑  K. M. Sheard, Llewellyn's Complete Book of Names : For Pagans, Wiccans, Druids, Heathens, Mages, Shamans & Independent Thinkers of All Sorts Who Are Curious about Na, Llewellyn Worldwide, 8 décembre 2011, 304– (ISBN 978-0-7387-2368-6, lire en ligne)
3. ↑  W. N. Neill, « The Last Execution for Witchcraft in Scotland, 1722 », Scottish Historical Review, vol. 20,‎ 1923, p. 218–21 (JSTOR 25519547)
4. ↑  Charlotte Higgins, « Rona Munro burns bright at Edinburgh », The Guardian, 9 août 2009 (consulté le 12 novembre 2015)